# Nieuw-Rusland
Nieuw-Rusland (Russisch: Новоро́ссия, Novorossija) was vanaf het einde van de 18e eeuw een kolonie van het Russische Rijk, gelegen in het zuiden, langs de Zwarte Zee en de Zee van Azov. Het omvatte gebieden die door het Russische leger van tsarina Catharina II waren veroverd op de Oekraïense Kozakken en het Ottomaanse Rijk. De regering zetelde in Odessa.
De regio was eeuwenlang dunbevolkt met nomadenvolken die over het uitgestrekte steppeland trokken. Het zuidelijke gedeelte van de Wilde velden, zoals het gebied van de 16e tot 18e eeuw werd genoemd, stond vanaf 1441 voor een groot deel onder controle van de Ottomaanse vazalstaat het Kanaat van de Krim en vanaf 1649 was het noordoostelijke deel in handen van het Oekraïense Kozakken-Hetmanaat.
In 1764 veroverde het Russische Rijk het Hetmanaat en vestigde er het gouvernement Novorossiejsk. Na de Russisch-Turkse Oorlog, in 1775, liquideerde Catharina II met geweld de Zaporozka Sitsj en in 1783 werd het gebied verder uitgebreid door de annexatie van het Kanaat van de Krim. In de periode 1780-1792 besloeg het gebied een oppervlakte van ruim 200.000 km². 
Vanaf 1774 werd de kolonisatie van de regio geleid door prins Grigori Potjomkin. De nieuwe Russische kolonie bestond uit het gouvernement Novorossiejsk en de later veroverde gebieden. Gouverneur-generaal Potjomkin bestuurde Nieuw-Rusland als een absolute heerser onder de heerschappij van Catharina II. Met het einde van het tsaristische rijk (Februarirevolutie 1917) verdween Nieuw-Rusland als administratieve eenheid.

## Geschiedenis

### Wilde Velden

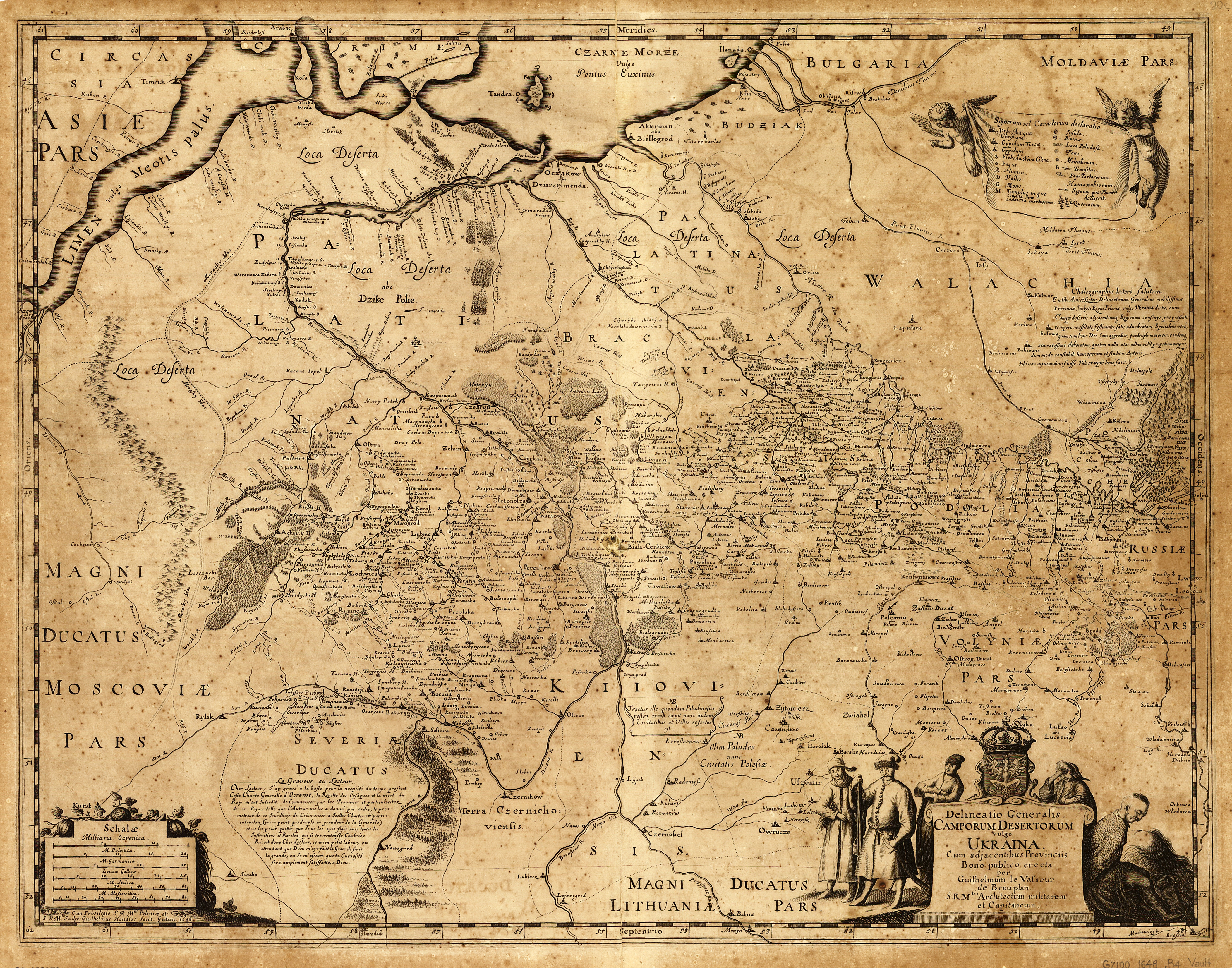
'Een algemene schets van de Oekraïense woeste vlaktes: met zijn aangrenzende provincies' uit 1648 door de Franse Ingenieur Guillaume Le Vasseur de Beauplan, gegraveerd door Willem Hondius. De kaart is georiënteerd met het zuiden bovenaan.

De historische term die werd gebruikt in de Oost-Europese documenten van de 16e tot 18e eeuw om te verwijzen naar de Pontische steppe op het grondgebied van het huidige Oost- en Zuid-Oekraïne en Zuid-Rusland, ten noorden van de Zwarte Zee en de Zee van Azov was Wilde Velden (zoals vertaald uit het Pools of Oekraïens). Volgens de Oekraïense historicus Vitalij Sjtsjerbak werd de term voor het eerst gebruikt in de 15e eeuw om het gebied tussen de Dnjestr en midden Wolga aan te duiden, toen de kolonisatie van de regio door Kozakken begon. Sjtsjerbak merkte op dat tijdgenoten, zoals Mychalon Lytvyn, Blaise de Vigenère, en de Poolse theoloog, tevens katholieke bisschop van Kiev, Józef Wereszczyński (1530–1598), destijds schreven over de ongekende natuurlijke rijkdom van de steppe en het Dnjepr-bekken. Het gebied stond ook wel bekend als Dykra (in het Litouws) of Loca deserta ('verlaten plaatsen') in het Latijn op middeleeuwse kaarten. Er waren echter veel nederzettingen langs de Dnjepr.

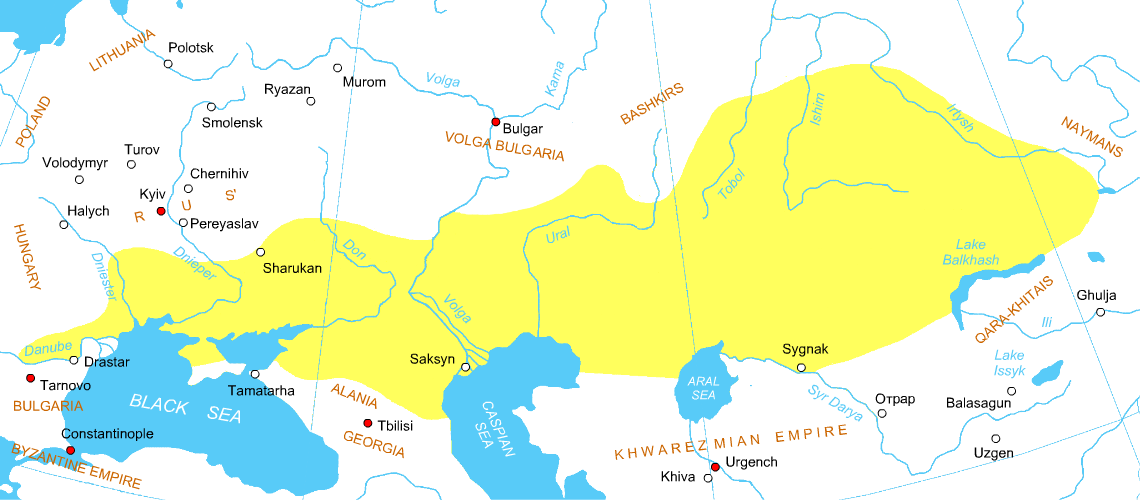
Koemanen–Kiptsjaken confederatie in Eurasia c. 1200

Eeuwenlang was de regio dunbevolkt met verschillende nomadische groepen zoals Scythen, Alanen, Hunnen, Sarmaten, Koemanen, Bulgaren, Petsjenegen, Kiptsjaken, Turkse Mongolen, Tataren en Nogai. Na de Mongoolse invasie van het Kievse Rijk werd het gebied geregeerd door de Gouden Horde tot de Slag van de Blauwe Wateren (1362), waardoor Algirdas het kon claimen voor het Grootvorstendom Litouwen. Als gevolg van de Slag bij de Vorskla (1399), verloor zijn opvolger Vytautas het gebied aan Timoer Qutlugh, de khan van de Gouden Horde. In 1441 werd het westelijke deel van de Wilde Velden tussen de Dnjestr en de Dnjepr, Jedisan, gedomineerd door het Kanaat van de Krim.
De Wilde Velden werden doorkruist door het Moeravskispoor en het oorlogspad van Perekop naar Toela, belangrijke oorlogspaden die door de Krim-Tataren werden gebruikt om het Grootvorstendom Moskou binnen te vallen en te plunderen. De Krim-Nogai Slavenaanvallen, een lange periode van invallen en gevechten tussen de Krim-Tataren en de Nogai aan de ene kant en het Grootvorstendom Litouwen en het Grootvorstendom Moskou aan de andere kant, veroorzaakten aanzienlijke verwoesting en ontvolking in het gebied vóór de opkomst van de Zaporozje-Kozakken en Don-Kozakken, die vanuit hun basis op Chortytsja periodiek de Dnjepr en de Don afvoeren en de kust van de Zwarte Zee overvielen. De Ottomanen bouwden verschillende vestingsteden om de kust te verdedigen, waaronder Achi-Kale (Otsjakiv) en Chadzjibej (Odessa).

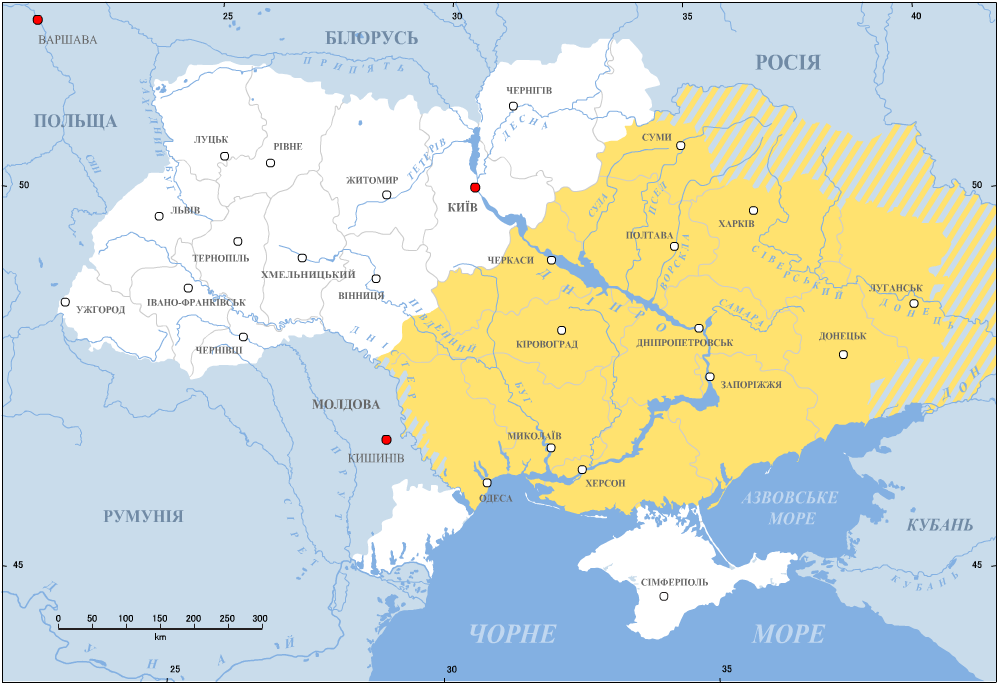
Kaart van de wilde velden in de 17e eeuw

Tegen de 17e eeuw was het oostelijke deel van de Wilde Velden bewoond door weggelopen lijfeigenen, choloppen, dienstlieden en horigen die de kern van het Kozakkendom vormden. Ook Zaporozje-Kozakken mochten zich er vestigen, zo blijkt uit de werken van Wereszczyński, op voorwaarde dat ze zich zouden inzetten tegen verdere uitbreiding van de gebieden van de Krim-Tataren en de Nogai. Tijdens de Chmelnytskyopstand werd het noordelijke deel van dit gebied bewoond door Kozakken uit het Dnjepr-bekken en werd het bekend als Sloboda-Oekraïne. Het Russische Rijk veroverde het gebied stapsgewijs door verdragen met het Oekraïense Kozakken-Hetmanaat en het Ottomaanse Rijk te sluiten na de overwinning in de Russisch-Turkse Oorlog (1735-1739).

### Russische expansiedrift
In 1764 veroverde het Russische Rijk het Hetmanaat en vestigde er het gouvernement Novorossiejsk; oorspronkelijk vernoemd naar keizerin Catharina II van Rusland, maar ze verordende dat het in plaats daarvan Novorossiejsk (Nieuw Rusland) zou moeten heten. Het administratieve centrum, Fort St. Elizabeth (Kropyvnytsky), was bedoeld om de zuidelijke grensgebieden te beschermen tegen het Ottomaanse Rijk. In 1765 verplaatste de hoofdstad naar Krementsjoek en van 1797 tot 1802 naar Jekaterinoslav (Dnipro).
Na de Russisch-Turkse Oorlog (1768-1774), werd het gebied verder uitgebreid. In 1775 liquideerde Catharina II met geweld de Zaporozka Sitsj en annexeerde het grondgebied aan Novorossiejsk, waardoor de onafhankelijke heerschappij van de Oekraïense Kozakken werd geëlimineerd. Het gebied werd nog groter door de annexatie van het Kanaat van de Krim in 1783. Hoewel was beloofd om alle historische rechten van de bevolking na te leven, vluchtten in de periode 1783-1914 ruim honderdduizend Krim-Tataren naar het Ottomaanse rijk.

## Nieuw-Rusland

### Kolonisatie

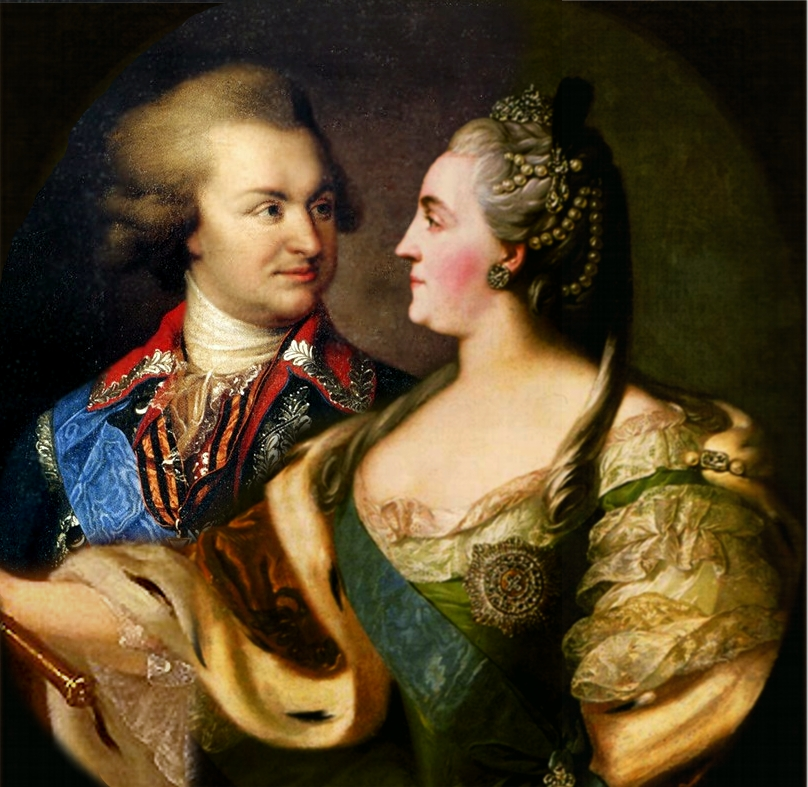
Potjomkin en Katharina II. (Collage).

De kolonisatie van het land werd vanaf 1774 geleid door prins Grigori Potjomkin die de nieuwe kolonie bestuurde als een absolute heerser onder de heerschappij van Catharina II. Als gouverneur-generaal gaf hij royaal land aan de Russische adel (dvoryanstvo) en de boeren - voornamelijk uit Oekraïne - om immigratie aan te moedigen voor de bewerking van de destijds dunbevolkte steppe. Slechts een paar Russen verhuisden naar het 'wilde' Zuid-Oekraïne, ook wel Dikoe Pole genoemd. Catharina II moedigde daarom ook Europese kolonisten uit de omringende landen aan om naar het gebied te komen.

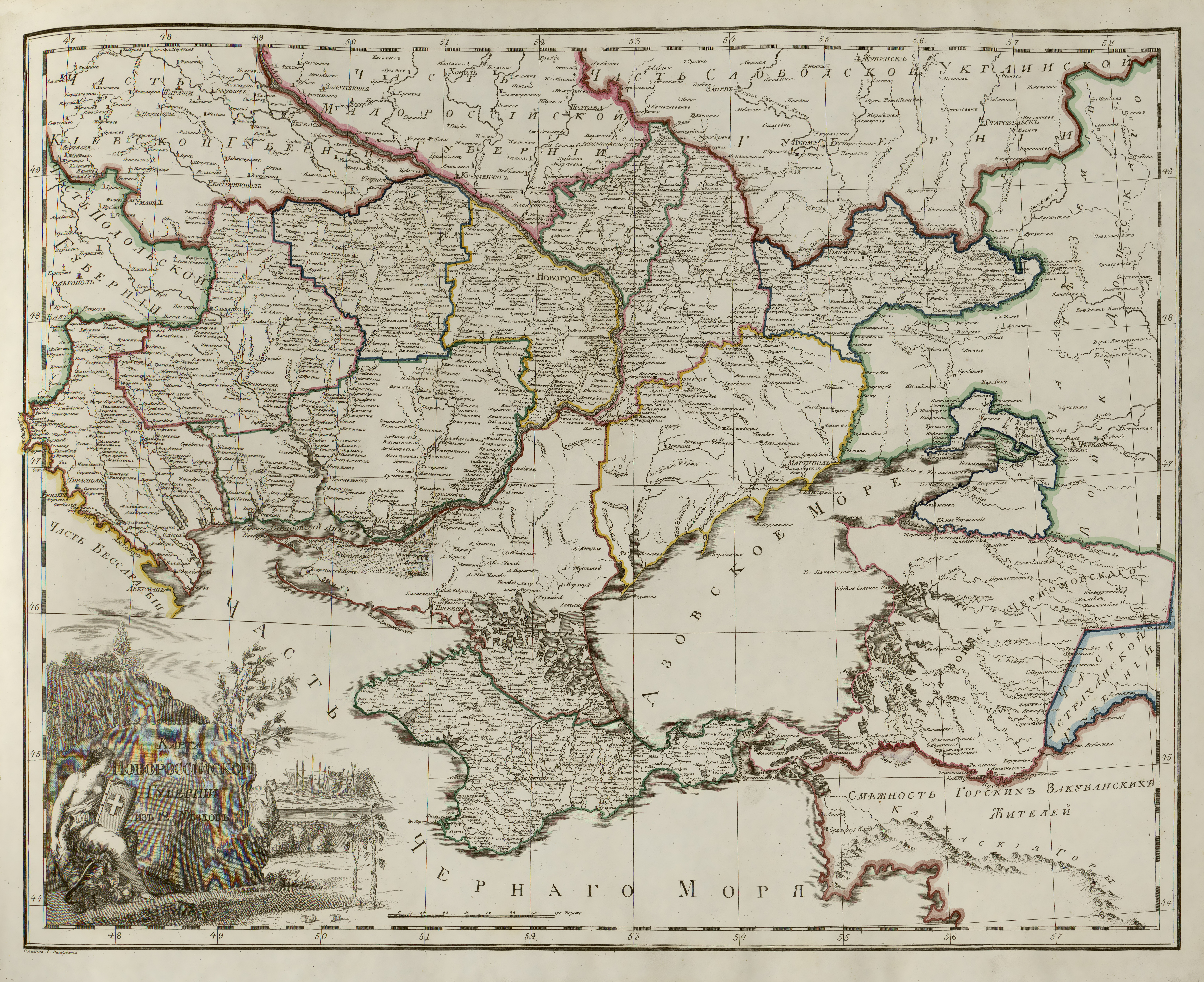
Kaart van Nieuw-Rusland rond 1800

Het Russische rijk bouwde veel van de steden in het gebied waaronder Sebastopol, Jekaterinoslav en Mykolajiv. Ook het grootste deel van Kiev werd in deze tijd gebouwd. Het gebied was gevuld met Oekraïners, katholieke Duitsers, Franse en Italiaanse handelaren, evenals grote aantallen Grieken, Joden (uit Polen en West-Oekraïne), Polen, Bulgaren en Serviërs en de term 'Wilde Velden' raakte achterhaald; het werd in plaats daarvan aangeduid als Nieuw Rusland (Novorossija), vernoemd naar het gouvernement Novorossiejsk dat werd ontbonden in 1783 (en nog korte tijd hersteld tot 1802). Volgens het Historisch Woordenboek van Oekraïne, bestond de bevolking van de kolonie uit 'militaire kolonisten van huzaren- en lansierregimenten, Oekraïense en Russische boeren, Kozakken, Serviërs, Montenegrijnen, Hongaren en andere buitenlanders die landsubsidies ontvingen om zich in het gebied te vestigen.'
Vanaf 1795 heerste Catharina II over het grootste deel van het huidige Oekraïne. De regering van de kolonie zetelde in Odessa. In de steden en de omliggende dorpen was het Russisch de meest gesproken taal, terwijl op het platteland, kleine steden en dorpen het Oekraïens de meest gesproken taal was. Veel Oekraïense boeren werden lijfeigenen, net als de Russische boeren, die het eigendom van hun heer waren. Pas in 1861 maakte tsaar Alexander II een eind aan de lijfeigenschap in het Russische rijk. Dankzij de massale kolonisatie groeide de bevolking in de 19e eeuw sterk, van enkele honderdduizenden omstreeks 1800 tot 9.400.000 in 1913. Het in 1794 gestichte Odessa groeide uit tot de tweede havenstad (na Sint-Petersburg) en de vierde stad (na Sint-Petersburg, Moskou en Warschau) van het Russische Rijk. 

### Verdere uitbreiding

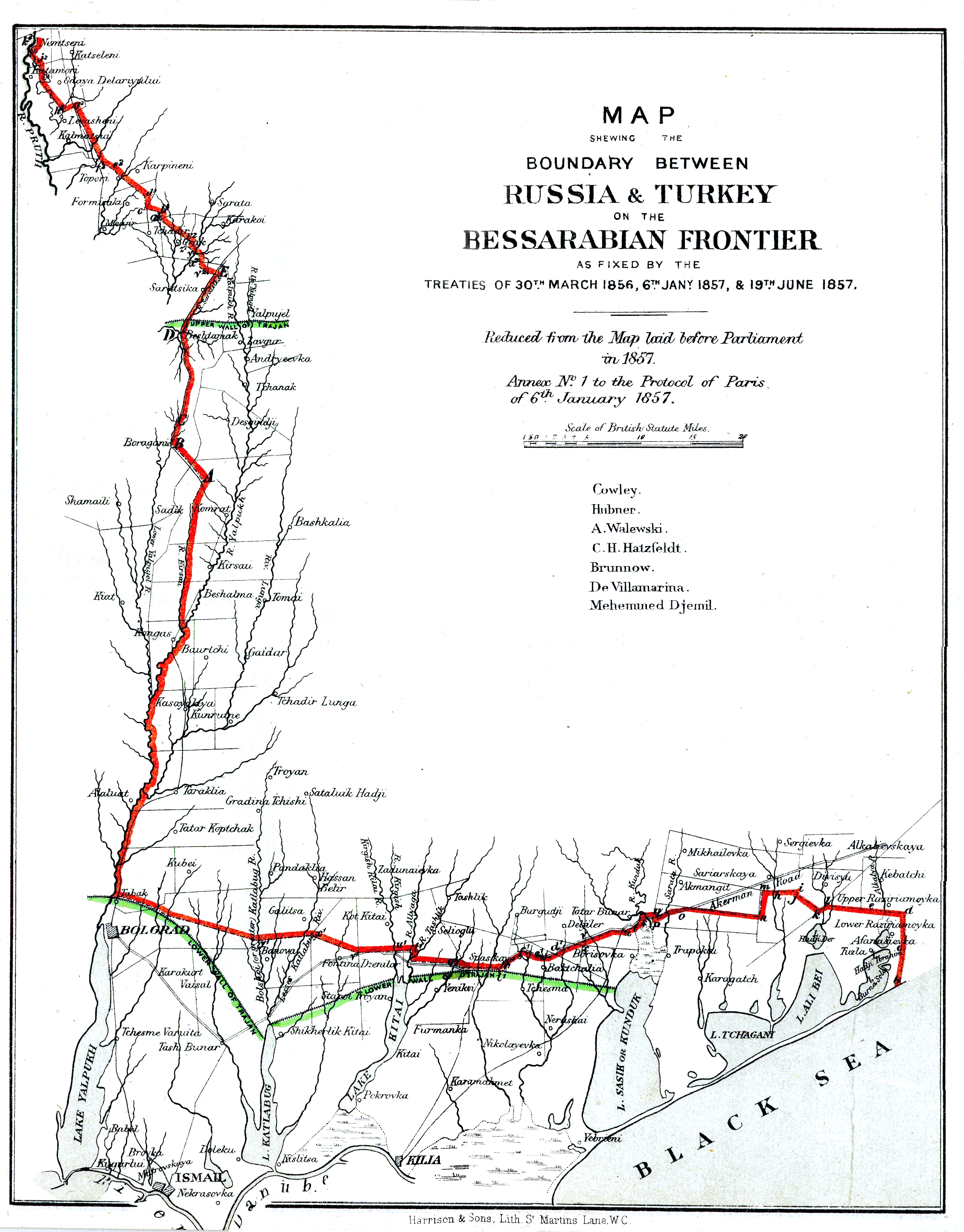
De Moldavisch-Russische grens in 1856/1857

De Russische expansiedrift duurde voort en in 1806 veroverde het Russische rijk het gebied tussen de Dnjestr en de Proet op het vorstendom Moldavië en het Ottomaanse Rijk, wat in 1812 werd bekrachtigd in de Vrede van Boekarest. De Russen hadden hiermee meer dan de helft van Moldavië ingelijfd en hernoemden het gehele gebied Bessarabië. Het Russische rijk had als opkomende grootmacht in de achttiende eeuw al verschillende eerdere pogingen gedaan dit bruggenhoofd richting Constantinopel te veroveren. De Turkse Nogai-bevolking van de Boedzjak, de steppe aan de Zwarte Zeekust, werd tijdens een intensieve russificatiecampagne verdreven. In hun plaats kwamen Duitse kolonisten en orthodoxe Bulgaren en Gagaoezen uit de Balkan.

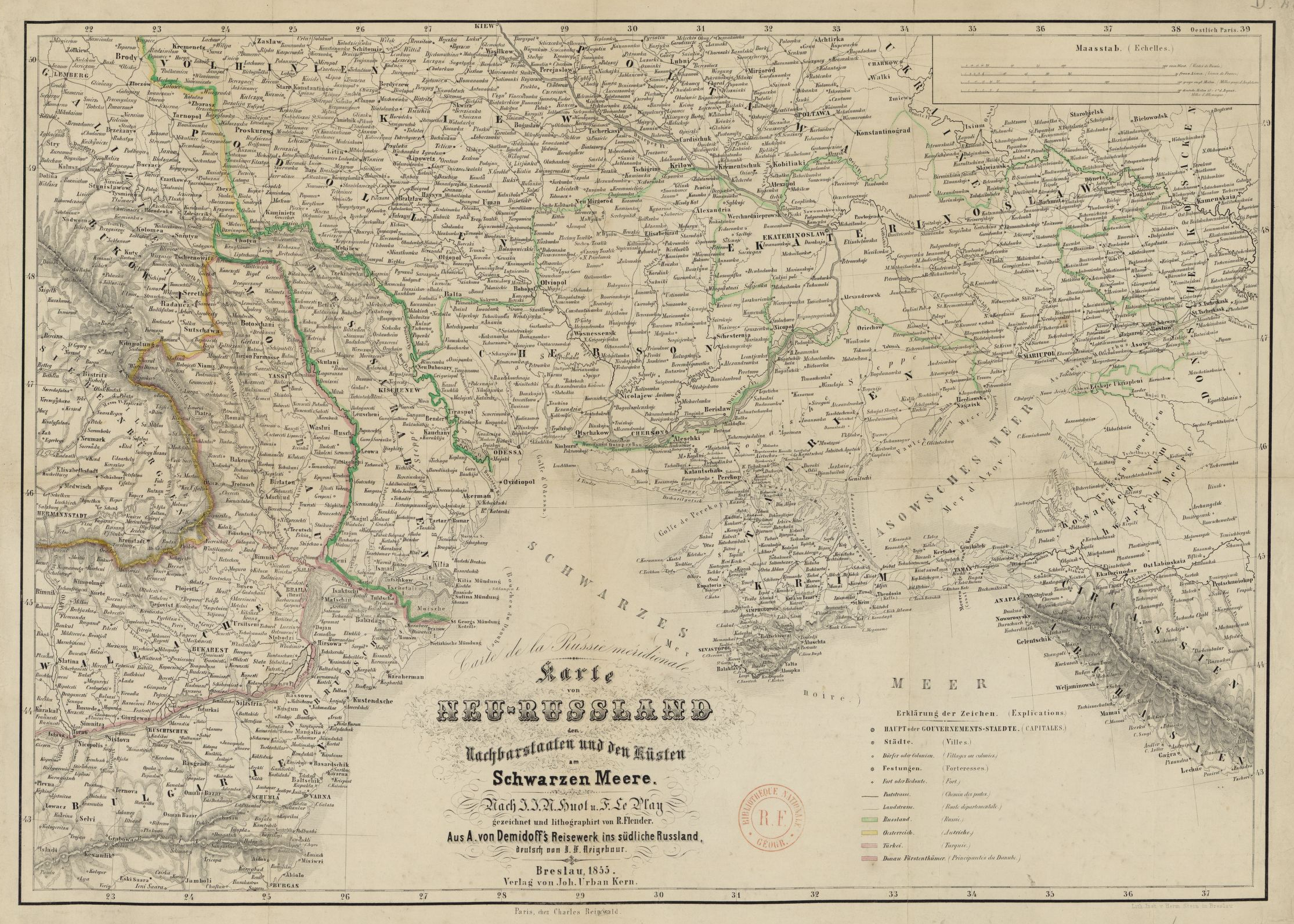
Een historische Duitse kaart van Novaja Rossija 1855

Tijdens de Krimoorlog in 1853 vielen de Russen het Ottomaanse Rijk binnen omdat de rechten van de christenen onvoldoende zouden worden beschermd, met als achterliggende reden gebiedsuitbreiding; een verovering van Constantinopel en controle over de Bosporus. De Russen hadden in eerste instantie overwicht, maar Frankrijk en het Britse rijk schoten de Ottomanen te hulp, waarop het Russische rijk een gevoelige nederlaag leed. In de Vrede van Parijs van 1856 werd bekrachtigd dat de Russen een klein gedeelte van Bessarabië teruggaven aan Moldavië, waarmee de Russen de toegang tot de Donau verloren. Twintig jaar later, na de door Rusland gewonnen Russisch-Turkse Oorlog in 1878, kwam dit gebied met de Vrede van Berlijn weer terug bij de kolonie Nieuw-Rusland.

### Het einde van de kolonie
Met het einde van het tsaristische rijk (Februarirevolutie 1917) verdween elke administratieve eenheid met de naam Nieuw Rusland. Tijdens de Russische Revolutie bestond de uitgeroepen Sovjetrepubliek Odessa gedurende twee maanden in de zuidelijke regio evenals een Sovjetrepubliek Donetsk-Krivoj Rog bij decreet van Vladimir Lenin, dat verdere tegenregeringen zou vormen tegen de Oekraïense Volksrepubliek. In het oostelijk deel bestond ook een anarchistisch 'vrij gebied'. In 1918-1920 stond het onder de controle van de anti-Bolsjewistische Witte beweging van Zuid-Rusland wiens nederlaag in de Russische Burgeroorlog het begin van de Sovjet-controle over het grondgebied betekende. In het kader van het bolsjewistische nationaliteitsbeleid (Korenizatsija en Oekraïnisering) werden de namen 'Nieuw Rusland' en 'Klein Rusland' verboden. Vanaf 1922 maakte het deel uit van de Oekraïense Socialistische Sovjetrepubliek, binnen de Sovjet-Unie. Na het uiteenvallen van de Sovjet-Unie in 1991 werd het grootste deel van het gebied onderdeel van de onafhankelijke staat Oekraïne.
Sindsdien zijn er pogingen geweest om Nieuw-Rusland nieuw leven in te blazen, waarvan de meest significante het pro-Russische streven was om een confederatie van Nieuw-Rusland te creëren met de daaropvolgende annexatie van de Krim en de oorlog in Oost-Oekraïne in 2014 en de grootschalige Russische invasie van Oekraïne in 2022.

## Landbouw
De eindeloze, met hoog steppegras begroeide steppe van Nieuw-Rusland werd omgeploegd en tot een van de belangrijkste tarweteeltgebieden van Europa herschapen. Een klein deel ervan werd als natuurreservaat behouden: Ascania Nova.